# Eduardo Morais
Eduardo Morais (Caldas da Rainha), é um documentarista musical e promotor cultural português que trabalha com projectos multidisciplinares.

## Biografia
Natural das Caldas da Rainha, Eduardo Morais estreou-se nas lides documentais no ano de 2011 com Meio Metro de Pedra, um documentário independente sobre a história da contracultura do rock’n’roll português, desde os anos 50 até à actualidade. Um filme pivotal com mais de cinquenta exibições, em cineteatros, equipamentos culturais por todo o país e vários festivais de música no país vizinho, que ainda hoje estudado em aulas por todo o país.
Desenhando um percurso a título totalmente independente na vertente de documentários sobre música, realizou em 2013 Música em Pó, documentário sobre doze coleccionadores de vinil, entre eles Pedro Tenreiro, Heitor Vasconcelos ou Joaquim Paulo. Seguiu-se, em 2014, Uivo filme em que homenageia o radialista António Sérgio, sendo este visto por cerca de 4000 espectadores em cerca de dois meses de exibições de norte a sul de Portugal. Ambos os documentários foram financiados através de crowdfunding.
Ao longo do ano de 2015 realizou o documentário Tecla Tónica sobre a alquimia na eletrónica na música em Portugal desde os anos 60, numa parceria estabelecida com a Jameson Irish Whiskey e também exibida em dezenas de localidades ao longo do ano de 2016, numa digressão acompanhada pela banda Ghost Hunt. 
Entre 2016 e 2017, produziu três séries documentais para a Antena 3 / RTP: Casas das Máquinas sobre estúdios de gravação, realizado em parceria com Rui Miguel Abreu; Fios Bem Ligados sobre os desafios de se criar e viver da música em Portugal, estreada em Fevereiro de 2017 na RTP2; Direitos, Pontos e Vírgulas sobre a actual situação dos direitos de autor em Portugal.
Paralelamente às suas criações autorais, realizou também um filme sobre os quinze anos do festival Barreiro Rocks, e uma série sobre a música moderna na cidade do Barreiro, desde os anos 40 aos anos 90, apelidada Dança Camarra.
Abandona a carreira do cinema, continuando a resistência pela preservação cultural e as músicas negligenciadas:
Eduardo foi co-responsável pelo sucesso incógnito das compilações Costa Nova - Atlantic Disco & Boogie Gems from Portugal (82-89), que destaparam o passado obscuro do Disco e Funk em Portugal, confundindo não só a imprensa musical portuguesa como recebendo elogios de Gilles Peterson (BBC6). Editou também Lost Tapes From India - Electro Synths and Tablas from Bombay (1991-1996), compilação de edits de bandas sonoras do cinema indiano, reorganizados para pistas de dança, que lhe valeu elogios de nomes como Erol Alkan. Já em 2024, lançou Not Your Fault, uma compilação beneficente de 17 compositoras de Jazz e Música Contemporânea portuguesas, cujas vendas revertem para a APAV - Associação Portuguesa de Apoio à Vitima.
É fundador da plataforma unha.pt, um projeto de apoio à música independente que não só oferece esclarecimentos sobre o sector a quem necessita, como também presta serviços de promoção discográfica e agenciamento.
Com a unha.pt, Eduardo produziu apresentações musicais de artistas nacionais (p.e. Rita Braga, Scúru Fitchádu ou Hidden Horse); apresentações de projectos internacionais em solo português (Sun Ra Arkestra, Brian Jackson, William Parker, Paddy Steer); digressões europeias (Luís Vicente Trio ou House in the Valley), actuações no Brasil (Amado / Faustino / Valinho), e promove projetos de resistência cultural como campanhas de consciencialização (Piso Justo), e ciclos de música (Estação Minhoca com Maria do Mar ou Cigara, Cidade Modular de Armando Teixeira ou Not Your Fault com Inês Condeço ou Joana de Sá).
Colabora com a publicação Rimas e Batidas e a Associação Sons da Lusofonia, e enquanto DJ - quer ao vivo quer em rádio - desafia os ouvintes com o passado impopular desde a Soul dos 60s/70s— seja a americana ou a turca — até à música sintetizada, tanto europeia como a dançante dos países de língua árabe.

## Filmografia Seleccionada
Entre a sua filmografia destacam-se:
- 2011 - Meio Metro de Pedra
- 2013 - Música em Pó
- 2014 - Uivo
- 2016 - Tecla Tónica
- 2016 - Barreiro Rocks
- 2016 - Casas das Máquinas
- 2016 - Dança Camarra
- 2017 - Fios Bem Ligados
- 2017 - Direitos, Pontos e Vírgulas